# Gurten (Berg)
Der auf dem Gemeindegebiet von Köniz gelegene Gurten (umgangssprachlich Güsche ['kʏʃə]) ist der Hausberg der Stadt Bern und ein beliebtes Ausflugsziel.

## Angebote und Veranstaltungen
Das Hotel Gurten Kulm und die Freizeitanlagen Park im Grünen des Gurten, die der Migros gehören, sind zu Fuss von Wabern, Köniz oder Kehrsatz sowie mit der Gurtenbahn erreichbar. Seit einigen Jahren existiert eine Mountainbike-Downhill-Strecke, die von der Berg- zur Talstation der Gurtenbahn führt.
Auf dem grossen Spielplatz verkehrt eine Gartenbahn mit der Spurweite 7 1/4 Zoll (184 mm) und ca. 600 Meter Streckenlänge. Die Bahn ist ganzjährig in Betrieb, sofern es das Wetter zulässt. Normalerweise verkehrt ein Zug mit einer Elektrolokomotive. An Sonntagen verkehrt zusätzlich ein Dampfzug. Total sind 1 Dampflokomotive sowie 2 Elektrolokomotiven vorhanden. Weitere Attraktivitäten sind Kids-Cars, Kugelbahn, "Gschtelasch" (Kombination von Kletterwand, Rampen, Netzen und Rutschbahn), Gurtenseeli und Gurtengärtli. Auch Discgolf (eine Frisbeesportart) kann man auf der Gurtenmatte spielen. Der Disc Golf Club Walkabout hat eine Anlage mit zwölf Bahnen erstellt und organisiert regelmässig Turniere.
Seit 1991 findet hier jährlich eines der grössten und traditionsreichsten Open-Air-Festivals der Schweiz statt, das Gurtenfestival, seit 2002 alle zwei Jahre auch ein Freilichttheater (Theater Gurten) unter der Leitung der Gründerin, Autorin und Regisseurin Livia Anne Richard.
Bis ins Jahr 2019 wurde jeweils am 1. August das Feuerwerk der Stadt Bern auf dem Gurten gezündet.
Der im Jahr 2000 errichtete 25 Meter hohe Gurtenturm (Westsignal) bietet eine Rundsicht von den Berner Alpen im Süden bis zum Jura im Norden. Der Turm ist ein Geschenk des Zimmermeisterverbands Bern und Umgebung, der ihn zu seinem 100-Jahr-Jubiläum erbaute.
2016 wurde eine Sommer-Rodelbahn auf dem Gurten eröffnet.
Die Migros Aare reichte im Mai 2021 ein Baugesuch ein, um die auf dem Monte Generoso abgebaute Sternwarte auf dem Gurten wieder aufzubauen. Die Eröffnung erfolgte im März 2022.
Im Herbst 2023 wurde als weitere Attraktion erstmals ein Riesenrad auf dem Mergelplatz neben der Bergstation aufgebaut.
Der Gurten ist (neben Bantiger, Belpberg, Bütschelegg und Ulmizberg) einer der Berge der Berner Umgebung, auf die der Berner Berglaufcup («Bärner Bärgloufcoup») führt. Die erste Etappe auf den Gurten wird seit 2014 ausgetragen, sie ist ein 3,6 km langer Anstieg, wobei 310 Höhenmeter überwunden werden.

## Weiteres

### Wald
Der Gurten ist etwa zur Hälfte bewaldet, ein typischer Mischwald. Rund 100 Hektaren gehören der Burgergemeinde Bern, etwa 25 der Einwohnergemeinde und der Rest besitzen Private. Am rechten Rand der Gurtenmatte zum Ostsignal hin befindet sich der Friedwald, eine Ruhestätte für verstorbene Menschen. Der natürlich gewachsene Wald mit Fichten, Buchen und Bergahornbäumen ist bis 2082 geschützt.

### Kultur
Der Gurten ist auch ein Kulturberg. Es finden sich Plastiken von Bernhard Luginbühl und seiner Frau Ursi sowie von Sohn Basil. Auch Silvester, der eiserne Teil der gigantischen Holzplastik von Bernhard Luginbühl, die bei der Eröffnung des Parks im Grünen am 31. Dezember 1999 verbrannt wurde, steht noch immer auf der Gurtenmatte. Beim Pavillon steht die bunte Plastik Giardino von Silvio Mattioli, die 25 Jahre lang neben dem Shoppyland Schönbühl stand. Auffallend ist auch die Sitzbank der Berner Aktionskünstlerin Jrene Rolli vor dem Kleineisenbahn-Depot.
Am Fusse des Gurtens liegt die Gurten-Gartenstadt.
Nach dem Gurten ist das Gurten Bier benannt, das früher in Wabern gebraut worden ist (seit 2011 von Feldschlösschen).
1959 wurde ein Fahrverbot für Autos eingeführt, für das jedoch zahlreiche Ausnahmen gelten.

## Geschichte

### Name
Der Name kann auf rätoromanisch curtina ‚kleiner Hof‘ zurückgehen.

### Bauten

#### Burg Aegerten
Im 13. Jahrhundert befand sich am südlichen Teil des Gurtens die Burg Aegerten, der Stammsitz der Familie von Ägerten (auch Egerdon). Der Burgherr Burkhard von Egerdon war Berner Schultheiss. Das Geschlecht starb in der Mitte des 14. Jahrhunderts aus, die letzten Nachkommen verkauften die Burg an den Deutschritterorden in Köniz. Bis 1674 waren noch Reste des Wohnturms erhalten. Wie damals üblich, verwendeten die Menschen in der Umgebung die behauenen Steine für ihre Häuser. Es dürfte der eine oder andere Stein der Burg im benachbarten Gurtendorf verbaut sein. Heute sind nur noch Teile der Fundamente sichtbar.

#### Gurtendorf
Unterhalb der Ruine Aegerten befindet sich das Gurtendorf (Gurtendörfli) mit vier Bauernhäusern, vier Speicher und fünf Stöckli. Das älteste Haus datiert von 1598. 1998 wurde das Gurtendorf ins Inventar der schützenswerten Ortsbilder der Schweiz aufgenommen.
Zwischen dem Gurtendorf und dem Ostsignal befindet sich der Bauernhof Im Aebersold, eines der ältesten Gebäude am Gurten. Erbauer war der damalige Könizer Kirchmeier Ruedi Balsiger, der den Hof zwischen 1778 und 1780 errichten liess. Er wird seither von seinen Nachkommen bewirtschaftet.

### Gastronomie

#### Schwyzerhüsi
1904 wurde neben der Mittelstation der Gurtenbahn ein Gasthaus im Schweizer Chaletstil gebaut, das Schwyzerhüsi. Zehn Jahre später brannte das Hotel wegen eines defekten Kamins ab und wurde kurz darauf wieder aufgebaut. Ein weiterer Brand verwüstete das Schwyzerhüsi 1951 erneut, welches bald nach dem Wiederaufbau zum Verkauf stand. 1976 wurde es abgerissen, um sechs Einfamilienhäusern Platz zu machen. Die Mittelstation wurde von Schwyzerhüsi in Grünenboden umbenannt.

#### Gurten-Kulm
In der Nähe des heutigen Hotels stand Ende des 18. Jahrhunderts die Hütte von Jakob Hebeisen. Er hielt dort ein paar Kühe und schenkte auf Anfrage von Wanderern ein Glas Milch aus. Später erweiterte Hebeisen sein Angebot um Bier und Schnaps. Als dann an Sonntagen auch noch getanzt wurde, schritt das Chorgericht von Köniz ein. Hebeisen wurde regelmässig verwarnt, gebüsst, verhaftet und wieder freigelassen. Sein Treffpunkt auf dem Gurten florierte jedoch weiterhin, so dass die Obrigkeit einlenkte und ihm 1811 unter Auflagen eine Betriebsbewilligung für sein Chutzengut erteilte. Später ging diese Bewilligung an den Patrizier Niklaus Bernhard von Diessbach über, der das Gut wegen "Lärm, Beschädigungen und Schlägereien" gerne der Stadt Bern verkauft hätte. Diese lehnte wie auch der Könizer Gemeinderat ab. Als von Diessbach 1843 starb, wollte niemand den Betrieb weiterführen.
Erst 1857 übernahm Joseph Hess die Wirtschaft, renovierte das Haus und erweiterte es um einen grossen Tanzsaal. Eine Konzession für einen ganzjährigen Restaurantbetrieb wurde im Jahre 1866 erteilt. Der Berner Unternehmer Fritz Marti kaufte 1897 die ganze Gurtenanhöhe mitsamt dem Chutzengut, erweiterte die Wirtschaft um eine grosse Trink- und Festhalle, baute daneben ein Hotel und erschloss beides mit einer Seilbahn. Das neue Hotel Gurten-Kulm des Architekten Albert Gerster war damals topmodern, der Name wurde in Anlehnung an das berühmte Hotel Rigi-Kulm gewählt.
1925 beschloss eine knappe Mehrheit der Stadtberner Stimmbürger den Kauf der gesamten Infrastruktur inklusive Mehrheitsbeteiligung an der Gurtenbahn. Die Zwischen- und Nachkriegszeit war eine grosse Herausforderung für das Hotel. 1983 musste es wegen Einsturzgefahr geschlossen werden. Am 25. Juni 1995 sagten die Berner Stimmberechtigten deutlich Ja zur Übernahme der Gurtenanhöhe durch die Migros im Baurecht. Der Park im Grünen konnte am 31. Dezember 1999 eingeweiht werden.

### Gurtenmatte
1937 verpachtete die Stadt Bern die rund 400 Meter lange und 150 Meter breite Wiese exklusiv dem neu gegründeten Golfclub. Dieser umzäunte das Gelände und erstellte eine 9-Loch-Anlage. In den 1950er-Jahren regte sich zunehmend Widerstand gegen den Golfplatz, da der Gurten als Erholungsort für die Berner nur noch teilweise zugänglich war. Der Pachtvertrag wurde 1956 nicht mehr verlängert, worauf der Golfclub nach Wünnewil im Kanton Freiburg umzog.
1968 fand das Mittelländische Schwingfest erstmals auf der Gurtenmatte statt und 1978 war sie Schauplatz einer Winter-Volksolympiade. Seit 2000 ist die Gurtenmatte Teil des Parks im Grünen.

### Gurten-Sandstein
Am Gurten gab es zwei Steinbrüche. Einer am Fuss des Gurtens auf dem Gelände der späteren Gurtenbrauerei und der andere oberhalb des Spiegels. Der hochwertige Sandstein am Gurten war auch im Krauchtal und in Ostermundigen ausreichend vorhanden und war begehrter Baustoff für den Wiederaufbau der Stadt Bern nach dem Brand von 1405. Neben vielen Wohnhäusern wurden auch öffentliche Gebäude Berns aus Sandstein gebaut, unter anderem das Berner Münster. Nachdem die Nachfrage nach dem leicht verwitternden Sandstein sank, wurde der Steinbruch am Gurten im 19. Jahrhundert beim Bau der Brauerei stillgelegt und danach als kühler Felsenkeller für das Bier genutzt. Die Grube im Spiegel wurde 1954 nach langer Zeit wiedereröffnet und lieferte noch bis vor wenigen Jahren den früher begehrten Sandstein für die Münsterbauhütte. Durch die veränderte Arbeitstechnik benötigen die Steinmetze heute keinen Sandstein mehr und die Zukunft der Grube im Spiegel ist ungewiss. Der alte Kran wurde 2024 abgebaut.

### Der Chutzen
Ab Mitte des 15. Jahrhunderts warnte ein ausgeklügeltes Alarmnetz mit Höhenfeuern vor heranziehenden Feinden. Auf ausgewählten Hügeln standen grosse Holzhaufen, sogenannte Chutzen, die bei Bedarf angezündet werden konnten. Das Höhenfeuer beim Westsignal des Gurtens stand in Sichtverbindung zum Bantiger, Belpberg und zum Turmwart auf dem Berner Münster. Dieser alarmierte mittels Kirchenglocken die Stadtbevölkerung. 1847 wurden die Chutzenfeuer während des Sonderbundskrieges letztmals im Ernstfall angezündet.

### Sport

#### Ski
Am 16. Februar 1902 fand auf dem Gurten das erste Schweizerische Skirennen mit internationaler Beteiligung statt. Die Langlaufstrecke führte über 11,6 km vom Gurten Kulm über Kehrsatz, Englisberg, Zimmerwald und Muhlern wieder zurück nach Kehrsatz. Am Nachmittag fand das 1,4 km lange Abfahrtsrennen statt, vom Ostsignal über den Rossacker bis zur Bächtelenhöhe. Die dritte Disziplin an diesem Tag war das Skispringen, an dem sechs Teilnehmer mitmachten. Unterhalb des Ostsignals hatte man eine rund eineinhalb Meter hohe Sprungschanze gebaut, über die der Sieger knapp 15 Meter weit sprang. Der Ski-Club Christiania Bern ersetzte diese erste Schanze später durch einen Neubau gleich neben dem Hotel, der am 26. Januar 1926 eingeweiht wurde. 1958 fand ein Nachtspringen statt, zu dem man den damaligen Star der Schweizer Skispringer, Andreas Däscher, eingeladen hatte. Am 4. Oktober 1987 wurden zwei neue Schanzen eingeweiht, die vom 12 Meter hohen Sprungturm Sprünge bis 25 respektive 40 Meter ermöglichten. Mit dem Gurten-Cup, der jährlich drei Springen umfasste, versuchte man, die Berner Kinder fürs Skispringen zu begeistern. Doch das Interesse liess nach. 2013 wurden die Schanzen zurückgebaut und das Skispringen auf dem Gurten war Geschichte.
Generationen von Kindern haben am und auf dem Gurten Skifahren gelernt. Ab den 1930er-Jahren und bot die Skischule Bern kostenlose Kurse an. Nachdem die Nachfrage ab den 60er-Jahren stetig zurückging, waren neue Ideen gefragt. Die Schweizer Skischule eröffnete 1962 in der Scheune des ehemaligen Bauernhauses beim Hotel eine Skigleitbahn auf Kokosmatten. Die Bahn war 20 Meter lang, 6 bis 9 Meter breit und die Höhendifferenz betrug nur 5 Meter. Während 35 Jahren konnte man sich so unter kundiger Anleitung auf die Skisaison vorbereiten. 1997 wurde die Anlage abgebaut und die Migros wandelte die alte Scheune in die Eventlocation Kulturschür Uptown um.

#### Schlitteln
Bereits 1899 wurde in der Tagwacht für das Schlitteln geworben und die Verantwortlichen der Gurtenbahn liessen in der Stadt Bern so genannte Witterungstafeln anbringen, auf denen auf das schöne Wetter auf dem Gurten hingewiesen wurde. Der Schlittelweg führte von der Bahnstation bis zum Grünenboden und bei genügend Schnee bis hinunter nach Wabern.

## Bilder

Ruine der Burg Ägerten, 1825
Flugaufnahme 1957
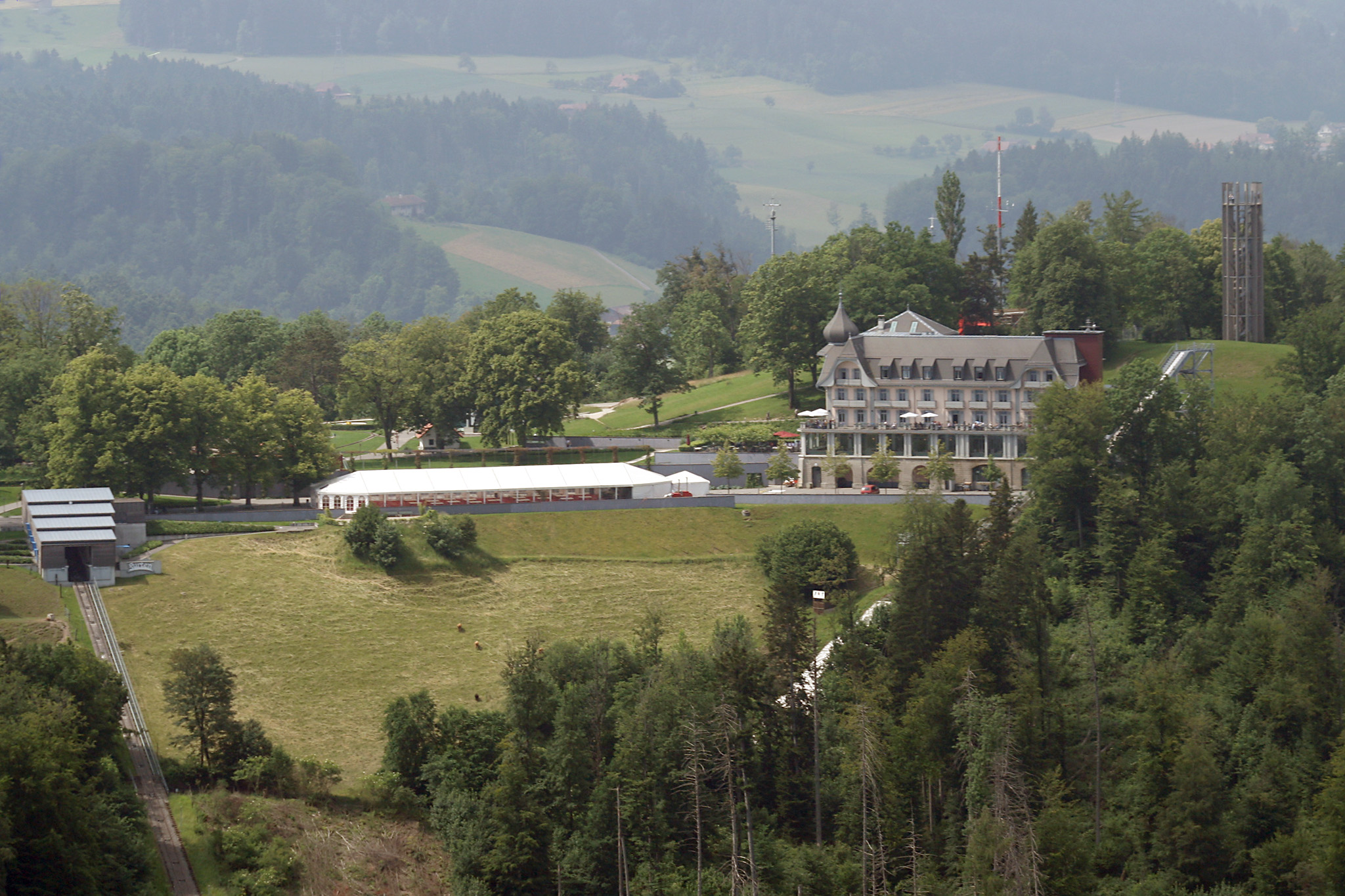
Gurten Kulm
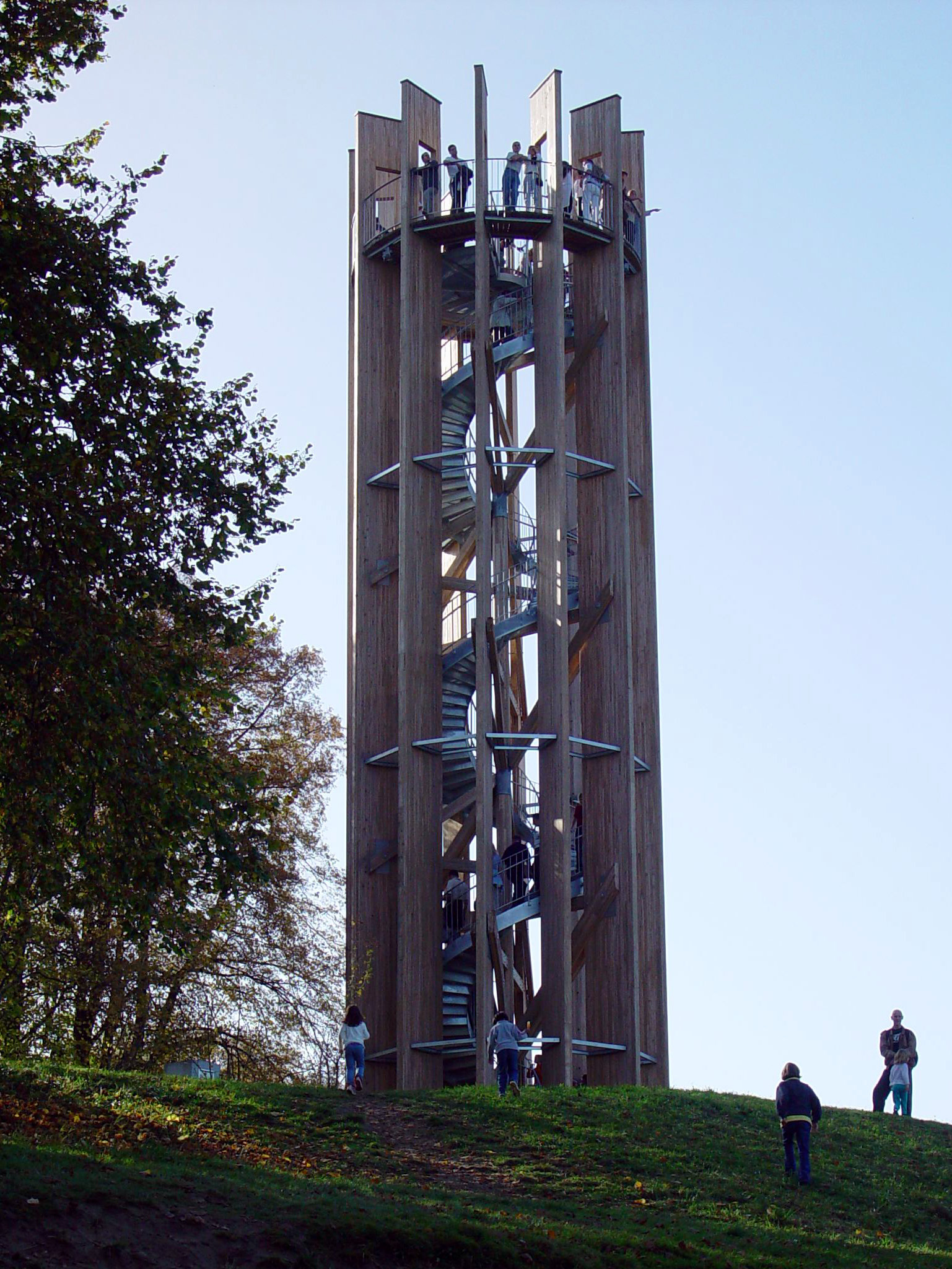
Der 25 Meter hohe Aussichtsturm auf dem Gurten
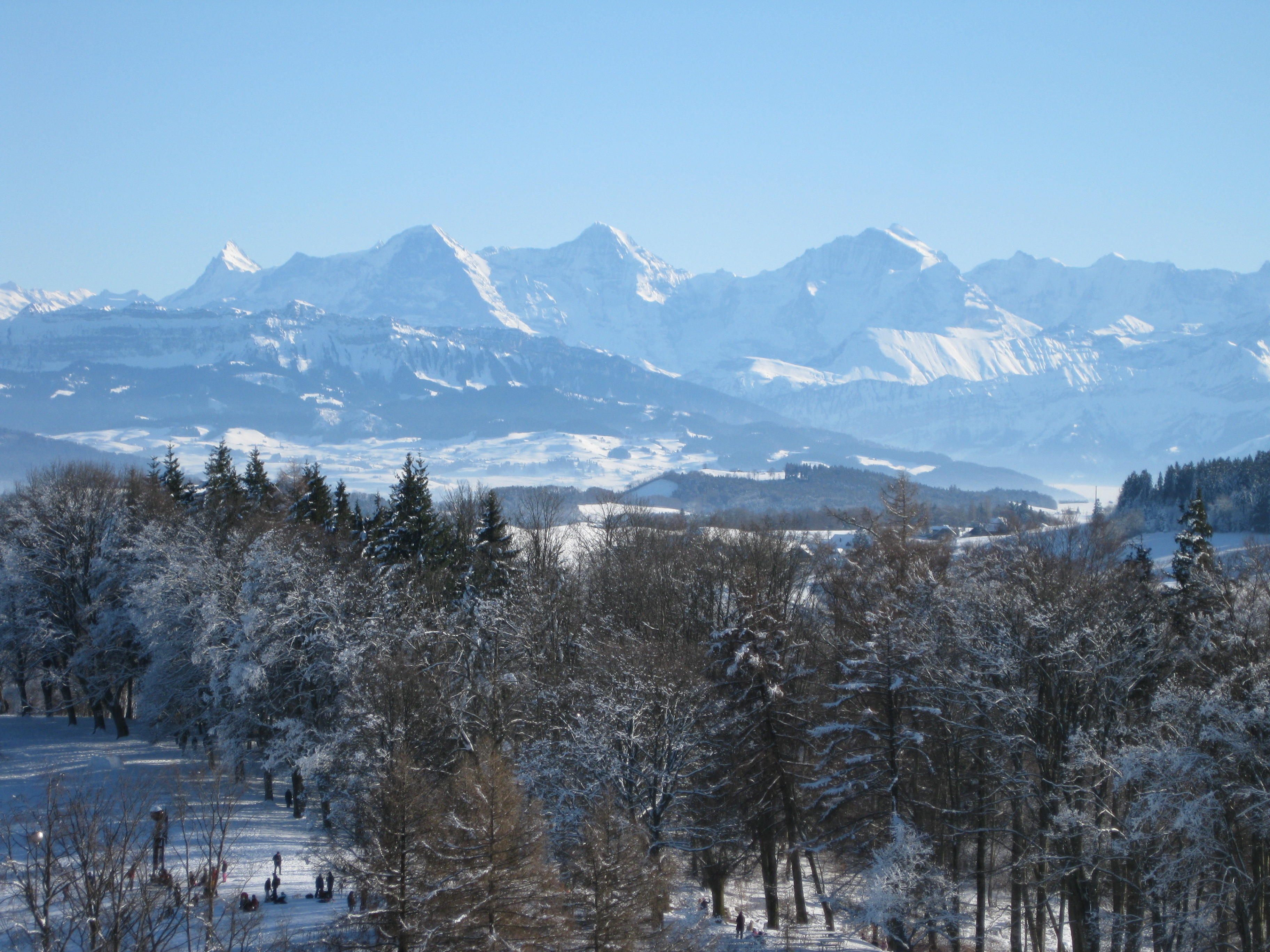
Blick auf die Alpen
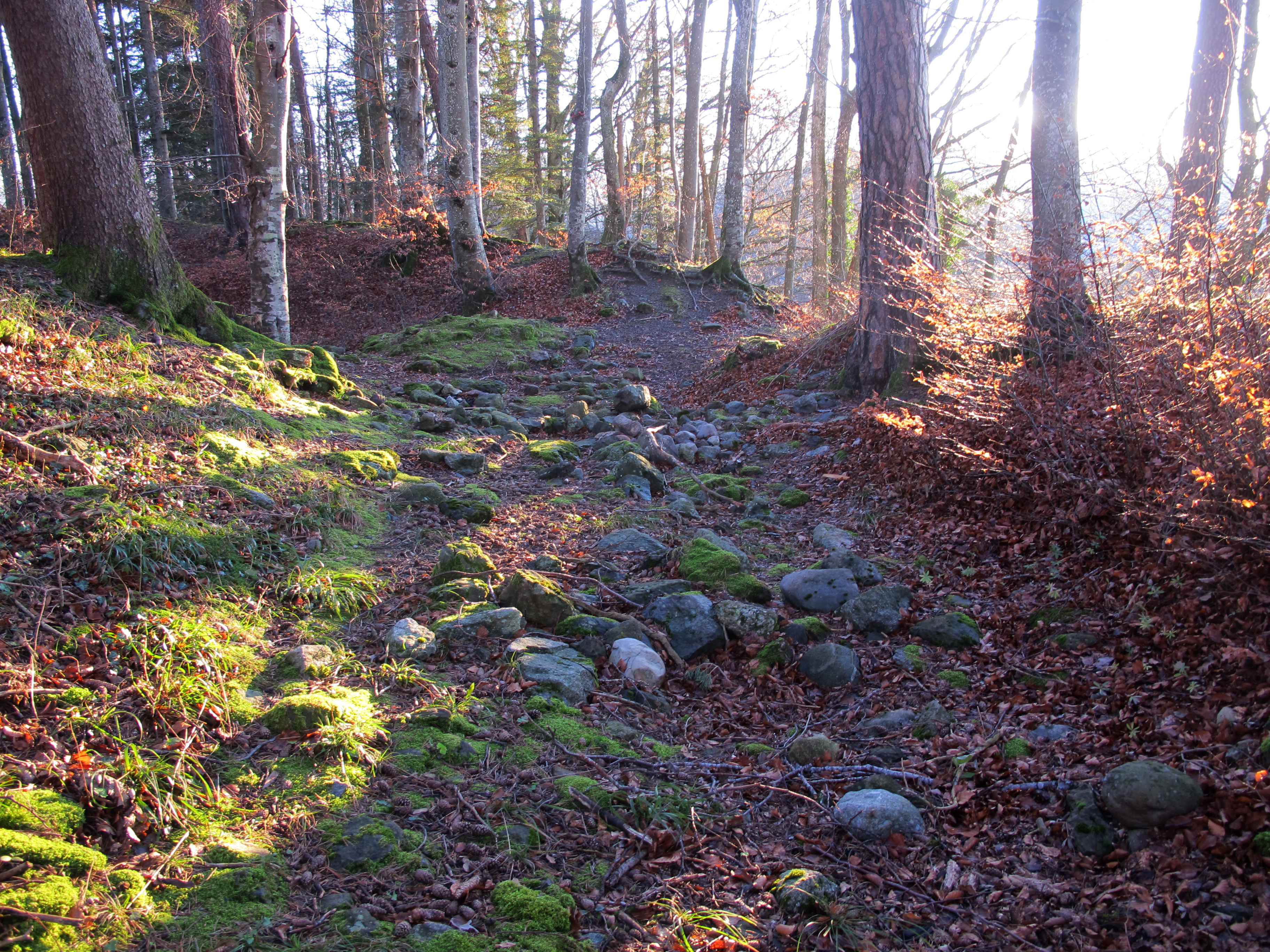
Überreste der Burg Ägerten